# Mama (chanson des Spice Girls)
Pour les articles homonymes, voir Mama.
Singles de Spice Girls
2 Become 1
(1996) Who Do You Think You Are
(1997)
Mama est le quatrième single du groupe Spice Girls, extrait de l'album Spice. 
Le single sort le 3 mars 1997 au Royaume-Uni.
Le titre est écrit par Les Spice Girls, ainsi que Richard Stannard et Matt Rowe,. 
Le single est un succès se classant premier des meilleures ventes de singles au Royaume-Uni dès le jour de sa sortie, devenant leur quatrième single no 1, faisant du groupe les seules artistes de l’histoire britannique à avoir 4 singles numéros 1 dans ce pays. Il se vend à 732 000 exemplaires en une semaine. La chanson se classe à la troisième place des meilleures ventes de singles à l’Europe Chart et s'érige dans le top 5 dans de nombreux pays comme la France, la Belgique, l’Allemagne, les Pays-Bas, la Suède et la Suisse,,.
À noter que ce single est commercialisé en un seul cd avec Who Do You Think You Are et qu’il est le single officiel de Comic Relief, dont l’intégralité des fonds sont reversés à cette association, ayant pour but de combattre la famine en Ethiopie.
Au niveau mondial, la chanson est considérée comme un classique de la musique pop moderne<,,,. Mondialement, elle est aussi considérée comme un hymne d'amour maternel,,,.

## Historique
Dès 1994, les cinq Britanniques se croisent et font connaissance durant différentes auditions pour des films et comédies musicales (Cats, Tank Girl, , etc.)[réf. nécessaire], jusqu'à la publication en 1994 d'une annonce dans le journal The Stage, au sujet d'une audition pour former un groupe féminin. Le groupe, d'abord appelé Touch, est formé en mars 1994 à la suite d'une audition par petite annonce dans le journal The Stage. Environ 400 candidates sont auditionnées.
Parmi elles sont retenues : Victoria Adams (qui deviendra après son mariage Victoria Beckham), Melanie Brown, Melanie Chisholm, Geri Halliwell et Michelle Stephenson. Les cinq jeunes femmes vont suivre des cours de chant et de danse, en vue d'enregistrer un premier disque. Au bout de quelques mois seulement, Michelle Stephenson quitte le groupe. En effet, sa mère étant atteinte d'une maladie grave, elle préfère retourner à ses études pour pouvoir se consacrer à elle. Après son départ, leur professeur de chant, Pepi Lemer, leur présente l'une de ses élèves, Emma Bunton, qui devient immédiatement sa remplaçante.
Pour faciliter le travail et cultiver une dynamique de groupe, les filles emménagent dans la même maison, où elles vivront et répèteront ensemble plusieurs mois durant. Le groupe change bientôt de nom pour se baptiser Spice puis Spice Girls (un rappeur américain portant déjà le nom Spice à l'époque). 
Mécontentes de la direction prise par leur premier manager (port de vêtements identiques, chansons à l'eau-de-rose...), les Spice Girls décident de se passer des services de Chris Herbert, et d'en trouver un nouveau : il s'agit de Simon Fuller, ancien manager d'Annie Lennox. Avec son aide et après avoir frappé à la porte de plusieurs maisons de disques, elles décrochent un contrat chez Virgin. En 1995, commence donc l'enregistrement de leur premier album, Spice.
En juillet 1996, après avoir fait une première tournée des clubs au Royaume-Uni, les Spice Girls sortent leur premier single, Wannabe, contre la volonté de leur maison de disques. En effet, Virgin Records souhaitait privilégier la chanson Love Thing comme premier single mais finit par céder. La chanson provoque un véritable raz-de-marée, déclenchant alors la « Spice Mania », un phénomène de société mondial, équivalent à celui de la « Beatlemania »,,,,,.

## Structure
La chanson est une ballade pop, qui parle de l’amour d’une fille envers sa mère.

## Performance commerciale
Le single est un succès en arrivant à la première place des meilleures ventes de singles au Royaume-Uni dès le jour de sa sortie, devenant leur 4e single no 1 d'affilée, faisant du groupe les seules artistes de l’histoire britannique à avoir classé leurs quatre premiers singles numéro 1 dans ce pays, déclassant alors les groupes comme Gerry & The Pacemakers, Frankie Goes to Hollywood, Jive Bunny and the Mastermixers et Robson & Jerome, qui avaient classé leurs trois premiers singles n°1. Il se vend à 732 000 exemplaires en une semaine. La chanson se classe à la troisième meilleure vente de singles à l’Europe Chart et s'érige dans le top 5 dans de nombreux pays comme la France, la Belgique, l’Allemagne, les Pays-Bas, la Suède et la Suisse,,.

## Clip vidéo
Le vidéoclip qui accompagne la chanson est réalisé par Andy Delaney & Monty Whitebloom,.
Il y démontre les cinq chanteuses en train de chanter dans une émission de télévision, alternant avec des scènes où l’on voit les Spice Girls quand elles étaient enfants.

## Impact et héritage culturel
Au niveau mondial, la chanson est considérée comme un classique de la musique pop moderne,,,.
Mondialement, elle est aussi considérée comme un hymne d'amour maternel,,,.

## Liste et formats
| Royaume-Uni CD1/Australie CD1/Europe CD1/Japon CD 1. Mama (Radio version) – 3:40 2. Who Do You Think You Are (Radio version) – 3:44 3. Baby Come Round – 3:22 4. Mama (Biffco mix) – 5:49 | Allemagne CD 1. Mama (Radio version) – 3:40 2. Mama (Album version) – 5:03 3. Who Do You Think You Are (Radio version) – 3:44 |

## Classement hebdomadaire
| Chart (1997)             | Peak position |
| ------------------------ | ------------- |
| Australie                | 13            |
| Autriche                 | 1             |
| Belgique                 | 10            |
| Wallonie                 | 7             |
| Pays-Bas                 | 2             |
| European Hot 100 Singles | 3             |
| Finlande                 | 15            |
| Allemagne                | 1             |
| Irlande                  | 1             |
| Italie                   | 12            |
| Nouvelle-Zélande         | 6             |
| Norvège                  | 12            |
| Ecosse                   | 1             |
| Suède                    | 5             |
| Suisse                   | 6             |
| Royaume-Uni              | 1             |